# Distrito electoral de Nehawka
Nehawka (en inglés: Nehawka Precinct) es un distrito electoral ubicado en el condado de Cass en el estado estadounidense de Nebraska. En el Censo de 2010 tenía una población de 379 habitantes y una densidad poblacional de 5,42 personas por km².

## Geografía
Nehawka se encuentra ubicado en las coordenadas 40°50′6″N 95°59′51″O / 40.83500, -95.99750. Según la Oficina del Censo de los Estados Unidos, Nehawka tiene una superficie total de 69.97 km², de la cual 69.97 km² corresponden a tierra firme y (0%) 0 km² es agua.

## Demografía
Según el censo de 2010, había 379 personas residiendo en Nehawka. La densidad de población era de 5,42 hab./km². De los 379 habitantes, Nehawka estaba compuesto por el 99.21% blancos, el 0% eran afroamericanos, el 0.26% eran amerindios, el 0% eran asiáticos, el 0% eran isleños del Pacífico, el 0% eran de otras razas y el 0.53% pertenecían a dos o más razas. Del total de la población el 1.32% eran hispanos o latinos de cualquier raza.